# Водянка чорна
Водянка чорна (Empetrum nigrum) — вид трав'янистих рослин родини вересові (Ericaceae). Етимологія: лат. nigrum — «чорний».

## Опис
Вид належить до багаторічних напівчагарників 10–30 см заввишки. Пагони від плагіотропних (лежачих) до висхідних, зазвичай червонуваті, дистально голі, бідно біло-повстяні. Листки безчерешкові, зимуючі; листкові пластинки 2.5–7 мм, лінійно-голчастоподібні, порожнисті, краї загнуті донизу, нижня поверхня з блідою опушеною смугою. Квіти пахвові. Квіти: віночок пурпуровий, дуже малий; пелюстки 3, прибл. 1,5 мм довжиною; чашолистків 3, вони зеленувато-рожеві, стають червонувато-фіалковими; тичинок 3, фіалкові, 3–5 мм завдовжки. Блискуча чорна соковита непрозора кістянка діаметром 5–10 мм. Насіння світло-коричневе, 1.5–3 мм.
Квітує з квітня по червень.

## Поширення
Європа (Білорусь, Естонія, Латвія, Литва, Австрія, Бельгія, Чехословаччина, Німеччина, Нідерланди, Польща, Швейцарія, Данія, Фінляндія, Ісландія, Ірландія, Норвегія (вкл. Шпіцберген), Швеція, Велика Британія, Албанія, Болгарія, колишня Югославія, Італія, Румунія, Франція, Іспанія); Азія (Росія, Китай, Японія, Корея, Монголія); Північна Америка (Гренландія, Сен-П'єр і Мікелон, Канада, США); Фолклендські острови. Також культивується. Населяє незахищені, прибережні обриви і сфагнові болота, південно-арктичну й альпійську тундри, відкрита субальпійські і бореальні ліси й гірські вершини, що продувається вітрами.
В Україні зростає на торф'яних болотах, полонинах — у Карпатах, зазвичай, на рівнинах, рідко (Тернопільська обл., м. Кременець).

## Галерея

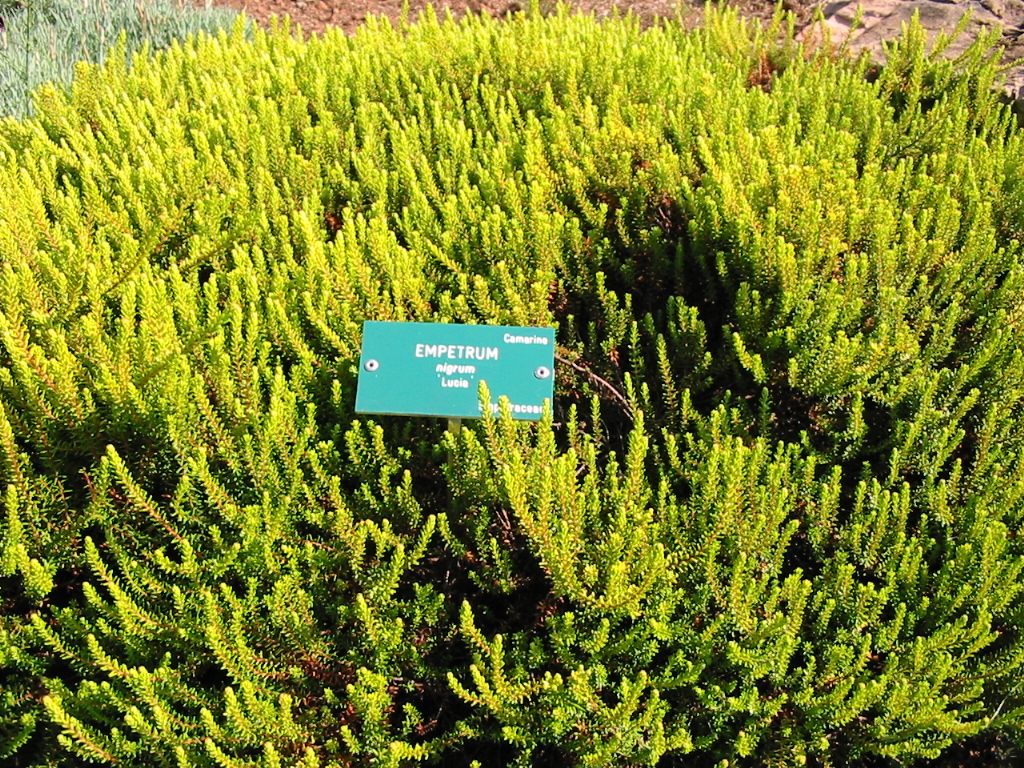
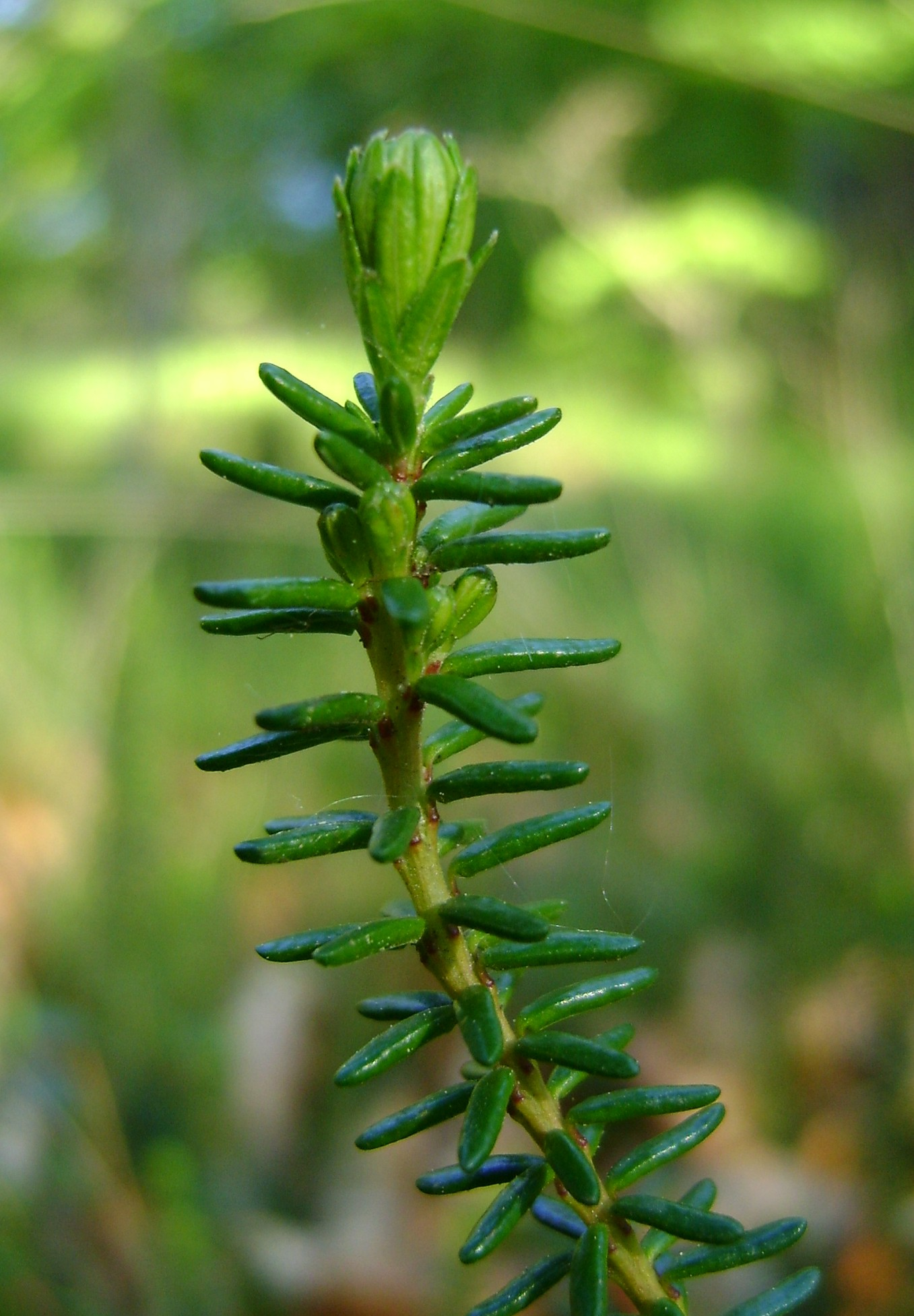
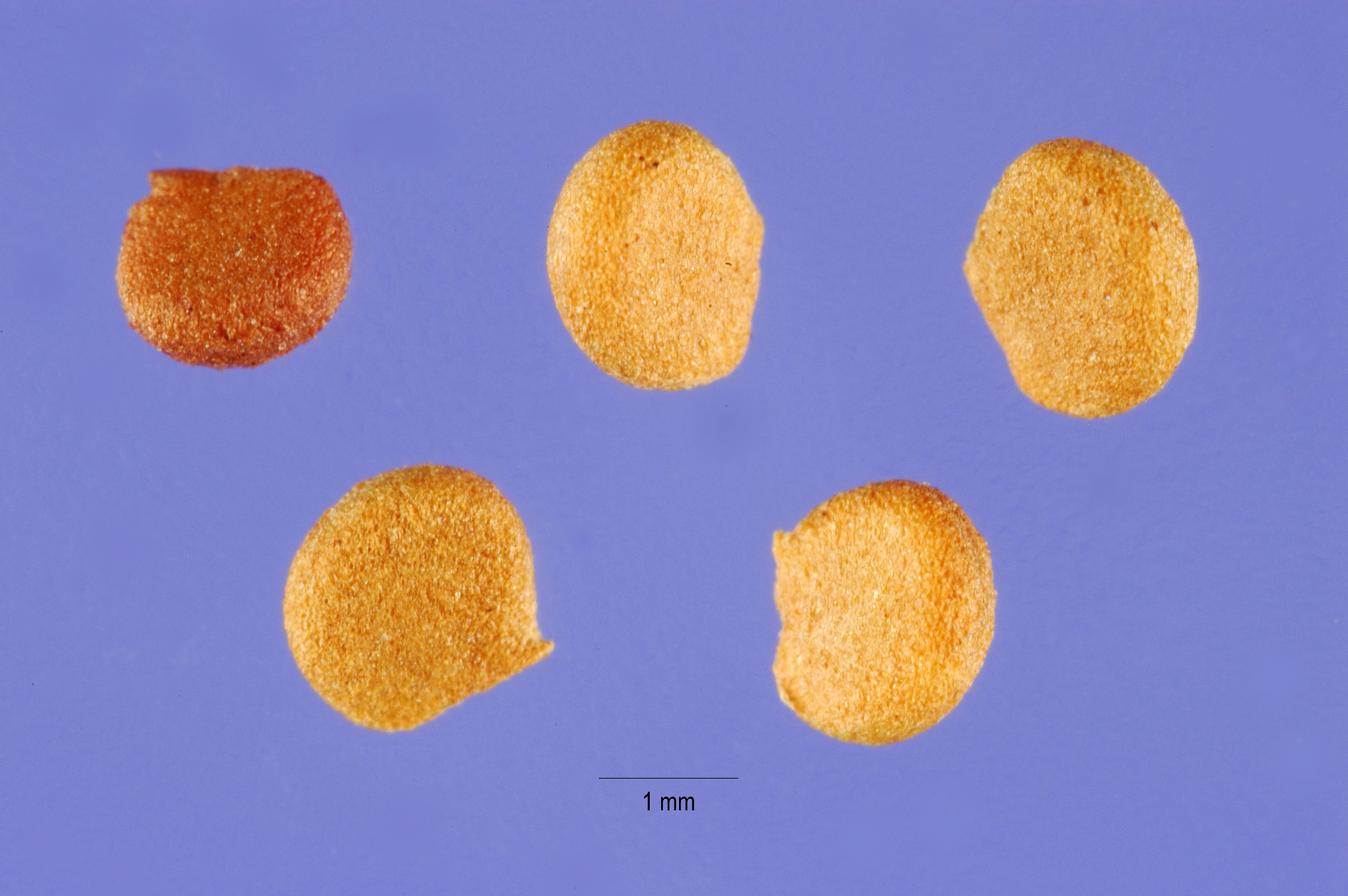
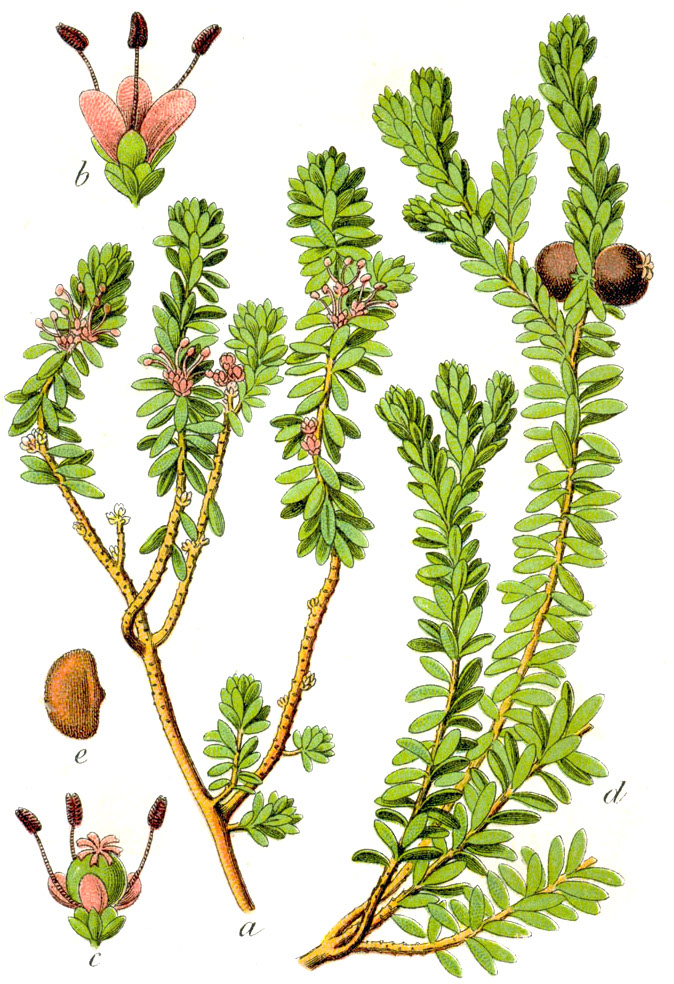